# Лонгас
Лонгас (ісп. Longás, араг. Longars) — муніципалітет в Іспанії, у складі автономної спільноти Арагон, у провінції Сарагоса. Населення — 36 осіб (2010).
Муніципалітет розташований на відстані близько 230 км на північний схід від Мадрида, 55 км на захід від Сарагоси.

## Демографія
Динаміка населення (INE ):

## Галерея зображень

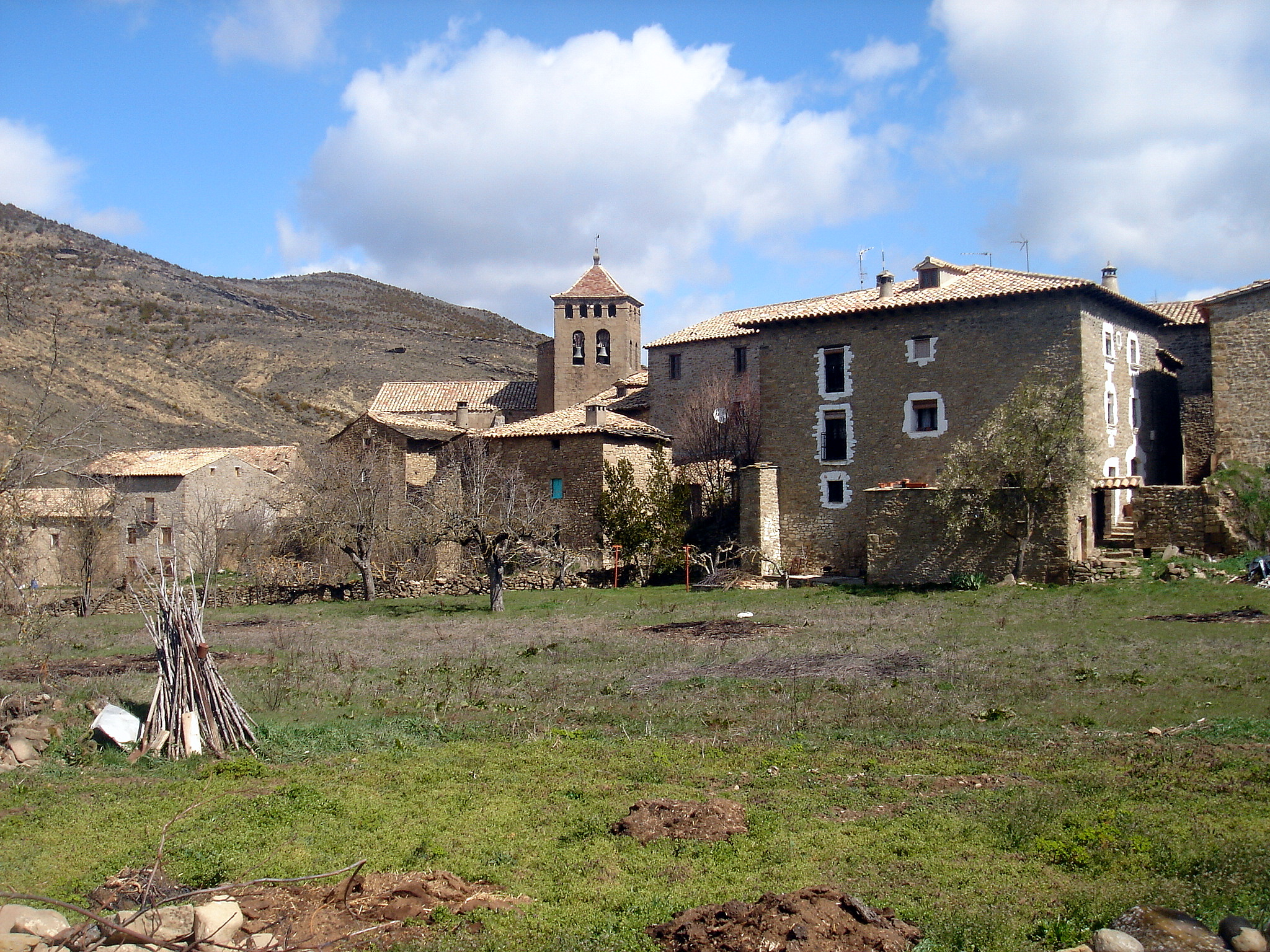
Лонгас